# Тау Зары
Та́у Зары́ (тат. Таузар) — деревня в Балтасинском районе Республики Татарстан, в составе Карадуванского сельского поселения.

## География
Деревня находится на реке Хотня, в 10 км к западу от районного центра, посёлка городского типа Балтаси.

## История
Деревня Тау Зары (первоначально была известна под названием Тоусар, также была известна под названием Тавзарова) упоминается в исторических документах с 1615–1616 годов.
В сословном отношении, в XVIII столетии и вплоть до 1860-х годов жителей деревни причисляли к государственным крестьянам. Их основными занятиями в то время были земледелие, скотоводство, пчеловодство, кустарные промыслы.
В «Списке населенных мест по сведениям 1859 года», изданном в 1866 году, населённый пункт упомянут как казённая деревня Тавзарово (Тохтарово) 2-го стана Казанского уезда Казанской губернии. Располагалась при речке Баклаушке, по левую сторону Сибирского почтового тракта, в 91 версте от уездного и губернского города Казани и в 32 верстах от становой квартиры в заштатном городе Арске. В деревне, в 33 дворах жили 344 человека (178 мужчин и 166 женщин), была мечеть.
По сведениям из первоисточников, в начале XX столетия в деревне действовали мечеть, медресе.
С 1929 года в деревне работали коллективные сельскохозяйственные предприятия.
Административно, до 1921 года деревня относилась к Казанскому уезду Казанской губернии, с 1920 года — к Арскому кантону, с 1930 года (с перерывом) — к Балтасинскому (Тюнтерскому) району Татарстана.

## Население
| 2015 |
| ---- |
| 191  |

По данным переписей, население деревни увеличивалось с 56 душ мужского пола в 1678 году до 490 человек в 1908 году. В последующие годы численность населения деревни уменьшалась и в 2015 году составила 191 человек.
Национальный состав
Согласно результатам переписи 2002 года, в национальной структуре населения села татары составляли 100% из 165 человек.

## Известные уроженцы
А. Ш. Зиятдинов (1939–2017) – химик-технолог, доктор технических наук, член-корреспондент АН РТ, лауреат Государственной премии РТ, депутат Верховного Совета РТ (в 1990–1995 годах).

## Экономика
Жители работают преимущественно в СХПК «Игенче», занимаются мясо-молочным скотоводством, овощеводством.

## Социальные объекты
В селе действуют начальная школа — детский сад, сельский клуб, фельдшерско-акушерский пункт.

## Религиозные объекты
Мечеть (с 1997 года).